# Bright Star Technology
Bright Star Technology, Inc. – firma produkująca gry komputerowe założona przez Elona Gaspera i Nedra Goederta we wczesnych latach 80. XX wieku. Znanymi tytułami firmy Bright Star są HyperAnimation, Alphabet Blocks, i seria Talking Tutors. Bright Star zostało przejęte przez firmę Sierra Online w 1992.

## Gry Bright Star
- Alphabet Blocks
- AJ's World of Language
- AJ's World of Math
- AJ's World of Discovery
- Spelling Jungle (sprzedawane również jako Basic Spelling i Yobi's Basic Spelling Tricks)
- Spelling Blizzard (sprzedawane również jako Advanced Spelling)
- Kid's Typing
- Early Math
- Beginning Reading
- The Lost Mind of Dr. Brain
- Discover ABC and 123 with Hickory & Me
- Discover Math and Spelling with Monker

## Produkty służące nauce języków obcych
- Berlitz Live! Spanish (wyprodukowane przy współpracy z Berlitz International, Inc.)
- Berlitz Live! Japanese (wyprodukowane przy współpracy z Berlitz International, Inc.)